# نصف‌النهار مبدأ

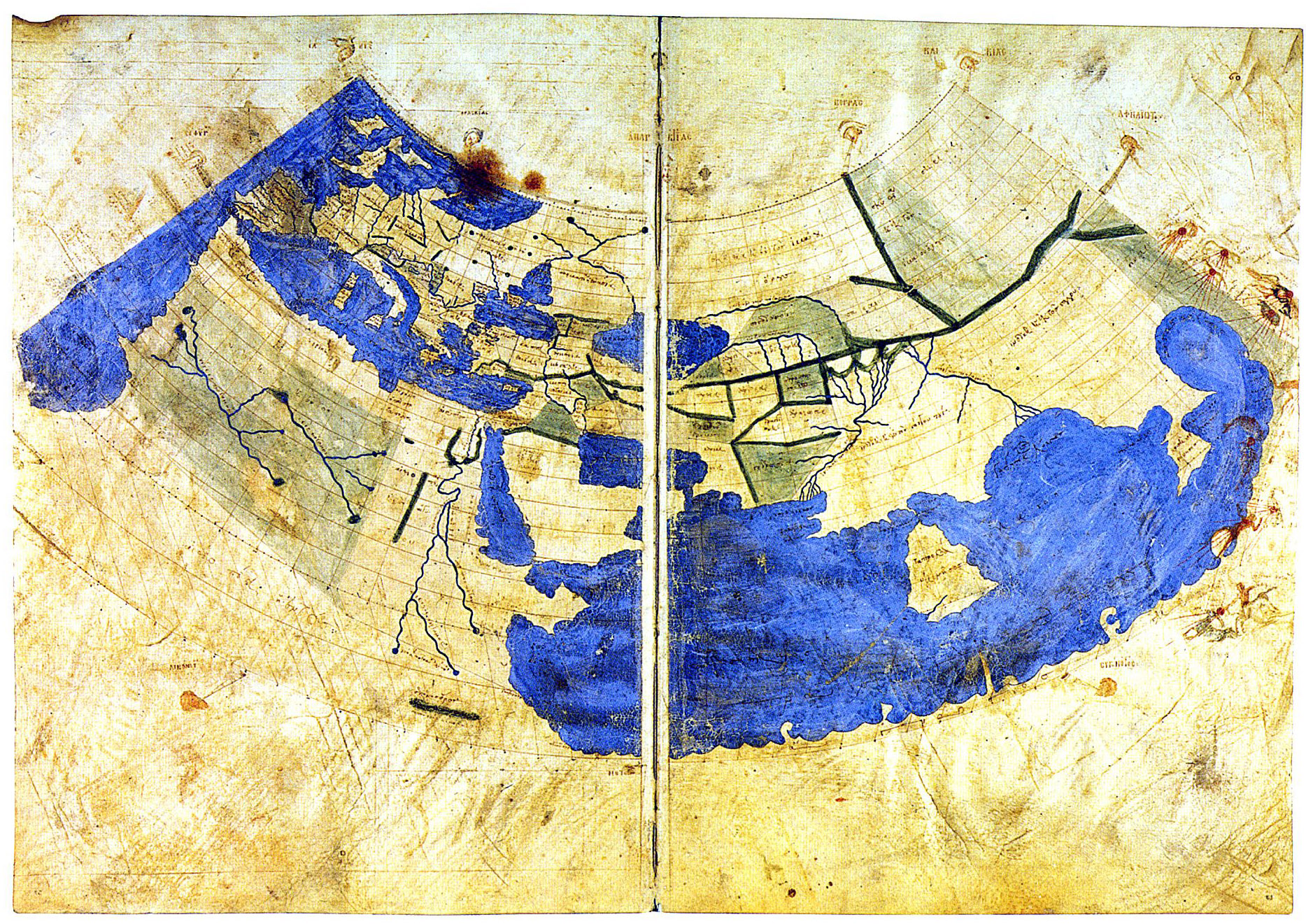
نقشه‌ای قدیمی با ترسیم کنگ دژ بعنوان نصف‌النهار مبدأ

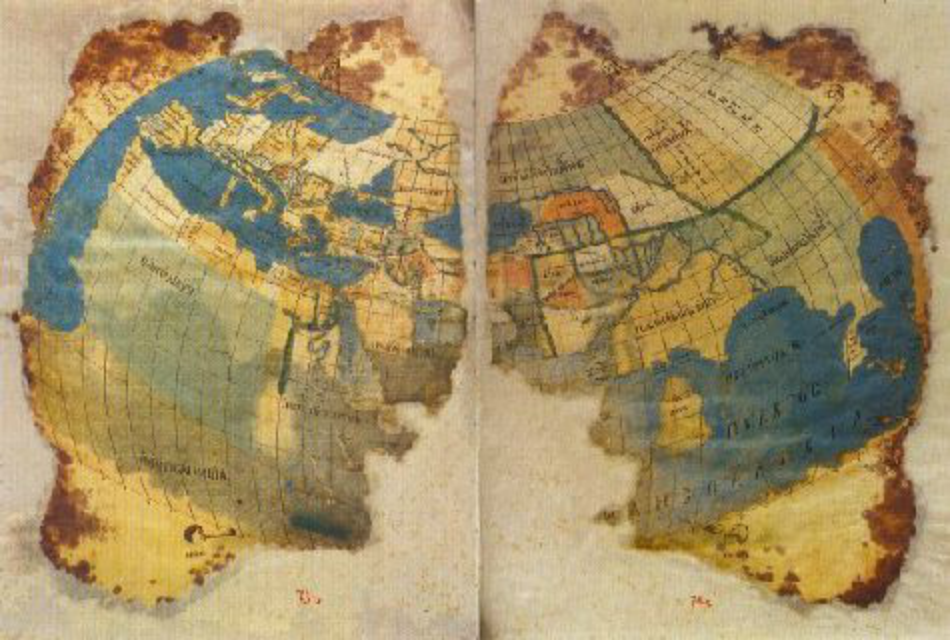
نقشه‌ای قدیمی با ترسیم کنگ‌دژ بعنوان نصف‌النهار مبدأ

نصف‌النهار مبدأ (به انگلیسی: Prime Meridian) یک نصف‌النهار (خطی از طول جغرافیایی) در دستگاه مختصات جغرافیایی است که طول جغرافیایی آن برابر صفر درجه است. نصف‌النهار مبدأ و نصف‌النهار مقابل آن در سیستم ۳۶۰ درجه یعنی نصف‌النهار ۱۸۰ درجه (در ۱۸۰ درجه طول جغرافیایی) یک دایره بزرگ را تشکیل می‌دهند. این دایره بزرگ زمین را به دو نیم‌کره تقسیم می‌کند که بر اساس جهات شرقی و غربی نسبت به نصف‌النهار مبدأ نیم‌کره شرقی و نیم‌کره غربی نامیده می‌شود.
بر خلاف استوا انتخاب نصف‌النهار مبدأ اختیاری است و در طول تاریخ نصف‌النهارهای متعددی به عنوان نصف‌النهار مبدأ مورد استفاده قرار گرفته‌اند.
نصف‌النهار گرینویچ اکنون نصف‌النهار مبدأ می‌باشد.

## تاریخچه
ایرانیان باستان کنگ‌دژ، مابین سیستان و خراسان قدیم در عرض سی‌وسه‌ونیم درجه شمالی از استوا را نصف‌النهار مبدأ (نود درجه) قرار دادند. این ناحیه را نیم‌روز (به معنی نصف‌النهار) گفته شده‌است و این ناحیه دقیقاً وسط چین و اروپا و همه سرزمینهای مسکون شناخته شده آنروز است و از جانب شمال-جنوب نیز از این حیث در میانه می‌افتد.
در دوره‌ای از شکوفایی علمی اسلام در راستای مطالعات نجوم اسلامی، نصف‌النهار مکه (کعبه) نیز بعنوان نصف‌النهار مبدأ قلمداد می‌شده‌است.
اروپاییان تا آخر سده هفدهم میلادی، جزایر خالدات و سپس پاریس را مبدأ نصف النهارها قرار دادند.
در سال ۱۸۸۴، در نشست بین‌المللی نصف‌النهار تصمیم گرفته شد که نصف‌النهاری که از گرینویچ می‌گذرد، نصف‌النهار مبدأ (نصف‌النهار صفر) به‌شمار آید؛ و با انتخاب نصف‌النهار مبدأ بقیهٔ نصف‌النهارها بر اساس محل‌شان نسبت به نصف‌النهار مبدأ به نصف‌النهار شرقی و غربی تقسیم شدند. از آن پس تاکنون این نصف‌النهار، نصف‌النهار مبدأ می‌باشد.
بین سال‌های ۱۹۸۴ و ۱۹۸۸، مجموعهٔ جدیدی از سیستم‌های مختصاتی بر اساس اطلاعات ماهواره‌ای و دیگر محاسبات مورد استفاده قرار گرفت و نصف‌النهاری را تعریف کرد که به‌عنوان یک صفحهٔ فرضی از وسط مرکز زمین عبور می‌کند.
نصف‌النهار مبدأ واقعی جهان، همان‌طور که از سوی تمامی کشورهای دنیا در کنفرانس سال ۱۹۸۴ پذیرفته شده، نصف‌النهار مرجع بین‌المللی است. این نصف‌النهار تنها نصف‌النهاری است که امروزه نیز به‌عنوان نصف‌النهار مبدأ جهانی و طول صفر جغرافیایی شناخته می‌شود. نصف‌النهار مبدأ امروزی ۱۰۲٫۵ متر از شرق تا نصف‌النهار مبدأ تاریخی در رصدخانهٔ سلطنتی فاصله دارد. درواقع، تمام رصدخانهٔ سلطنتی و نصف‌النهار مبدأ تاریخی هم‌اکنون در غرب نصف‌النهار مبدأ حقیقی قرار دارند.